# Sebastián Díaz Peña
Sebastián Díaz Peña (Puerto Cabello, enero de 1844 - Maracay, noviembre de 1926), fue un músico y compositor venezolano. Entre los géneros que dominó como compositor figuran zarzuelas, misas, fantasías de concierto, joropos y valses. El joropo “Marisela” y la música del Himno de Carabobo son sus obras más conocidas.

## Biografía
Fue hijo del general José Antonio Díaz Landaeta y Rosa Peña Monagas, sobrina de los generales José Tadeo y José Gregorio Monagas, ambos presidentes de la República de Venezuela. Se inició en el aprendizaje de la música con su hermano Martín Díaz Peña, quien era pianista y compositor.
Contrajo matrimonio con Alicia Antonia Castro y León, 17 años menor que él. Debido al carácter mujeriego del músico, éste engendró diversos hijos, hasta en una cuñada. 
Trasladado a Valencia se ofreció y actuó como maestro de piano. Contó entre sus discípulos al destacado pianista Manuel Leoncio Rodríguez, además de ser  pianista de compañías de ópera en Valencia, Barranquilla y Bogotá. Vuelto a la capital de Carabobo actuó de nuevo en el Teatro Municipal. Después se trasladó a Caracas, donde amplió y completó sus conocimientos musicales. El gobierno de Raimundo Andueza Palacio lo envió a Europa, con el encargo de traer una compañía de zarzuela, la cual actuó en el Teatro Municipal.
Durante el gobierno de Cipriano Castro, éste lo tiene como su músico preferido a tal punto que, en señal de admiración le ofreció el cargo de director de la orquesta de baile del gobierno, el cual acepta gustosamente. 
Después del derrocamiento de Cipriano Castro en 1908, debió abandonar Venezuela, permaneciendo en las Antillas hasta principios de 1926. Se exilió en  Curazao, donde su esposa no le acompañó debido a que años atrás se había separado de él. Regresa a su país por intervención y gestiones de Gonzalo 
Gómez, hijo del Presidente de la República de entonces, General Juan Vicente Gómez, quien apadrinó a la nieta del artista, Graciela Hernández Díaz.
A su regreso se estableció en la ciudad de Maracay, donde actuó como director de orquesta hasta el mes noviembre de 1926, cuando falleció.

## Obra
Sebastián Díaz Peña contaba con fama de pianista notable y a menudo actuaba acompañando alumnos o conocidos. Compuso una zarzuela, misas, fantasías de concierto y numerosos valses. Entre éstos, los más conocidos corresponden a la época de Castro: “Siempre Invicto”, “Club Victoria” y “La Espada De Castro”. Escribió valses alusivos y muchas otras piezas de baile que incluyó en el álbum de clara alusión a las bondades del régimen: “Lira de la Restauración”.
Otro vals muy conocido es El niño Santo Domingo, vals de concierto.
En el mes de abril de 1908, siendo Samuel Niño Presidente del Estado Carabobo, fue dictado un decreto que promovía un certamen entre los literatos carabobeños, residentes o no en el estado, para componer la letra del Himno de Carabobo, el cual fue ganado por Santiago González Guinan. En lo relativo a la parte musical del Himno, el mismo Decreto estableció que una vez conocida la letra a través de publicaciones de la obra premiada, automáticamente quedaba abierto nuevo concurso para la música que se le deba aplicar. El 24 de junio de ese año, Sebastián Díaz Peña ganó el concurso como compositor de la música. 
El 5 de julio de 1908, en presencia de los respectivos autores, las Bandas Carabobo y Militar ejecutaron el Himno del Estado. 

### Marisela
La obra más conocida, en la actualidad de Sebastián Díaz Peña es el joropo Marisela, cuya fecha de composición se desconoce pero que se estima, a juzgar por una partitura existente, en la década de mil ochocientos noventa. El ejemplar en referencia no tiene fecha, pero de Maricela (escrita otras veces con (s) ese) se hicieron nuevas impresiones en las que se suprimió la introducción que aparece en la se cree debe ser la primera edición.
Esta pieza, de cierto virtuosismo pianístico, es notable por la captación del estilo popular. Esta pieza fue creada por Díaz Peña inspirándose en el toque de "maricela" tradicional del joropo de los Valles del Tuy. Se describe como una obra que empieza con aire de vals en sol mayor y sigue con arpa aragüeña. Se dice que sirvió de inspiración al también músico y compositor venezolano, Pedro Elías Gutiérrez, para crear en 1914 la zarzuela Alma Llanera, convirtiendo a ambos temas en puntos claves de la identidad rítmica de toda una población. La música de Alma Llanera es una adaptación que el Maestro Pedro Elías Gutiérrez realizó del vals “Marisela” de Sebastián Díaz Peña (primera parte de Alma Llanera), y el vals "Mita" del compositor Jan Gerard Palm (1831-1906) de Curazao (segunda parte de Alma Llanera).